# Nesapterus collaris
Nesapterus collaris är en skalbaggsart som beskrevs av Sharp 1908. Nesapterus collaris ingår i släktet Nesapterus och familjen glansbaggar. Inga underarter finns listade i Catalogue of Life.